# Marín (Hiszpania)
Marín – miasto w Hiszpanii, we wspólnocie autonomicznej Galicja (Hiszpania), w prowincji Pontevedra. W 2007 liczyło 26 103 mieszkańców.

## Miasta partnerskie
- Córdoba (Argentyna)